# Stefan Krauße
Stefan Krauße (n. 17 septembrie 1967, Ilmenau, Republica Democrată Germană, Germania) este un sănier ce a reprezentat Republica Democrată Germană, medaliat olimpic. A participat la 4 ediții ale Jocurilor Olimpice (1988, 1992, 1994, 1998) în care a câștigat două medalii de aur, o medalie de argint și o medalie de bronz.